# Escuela literaria de Preslav

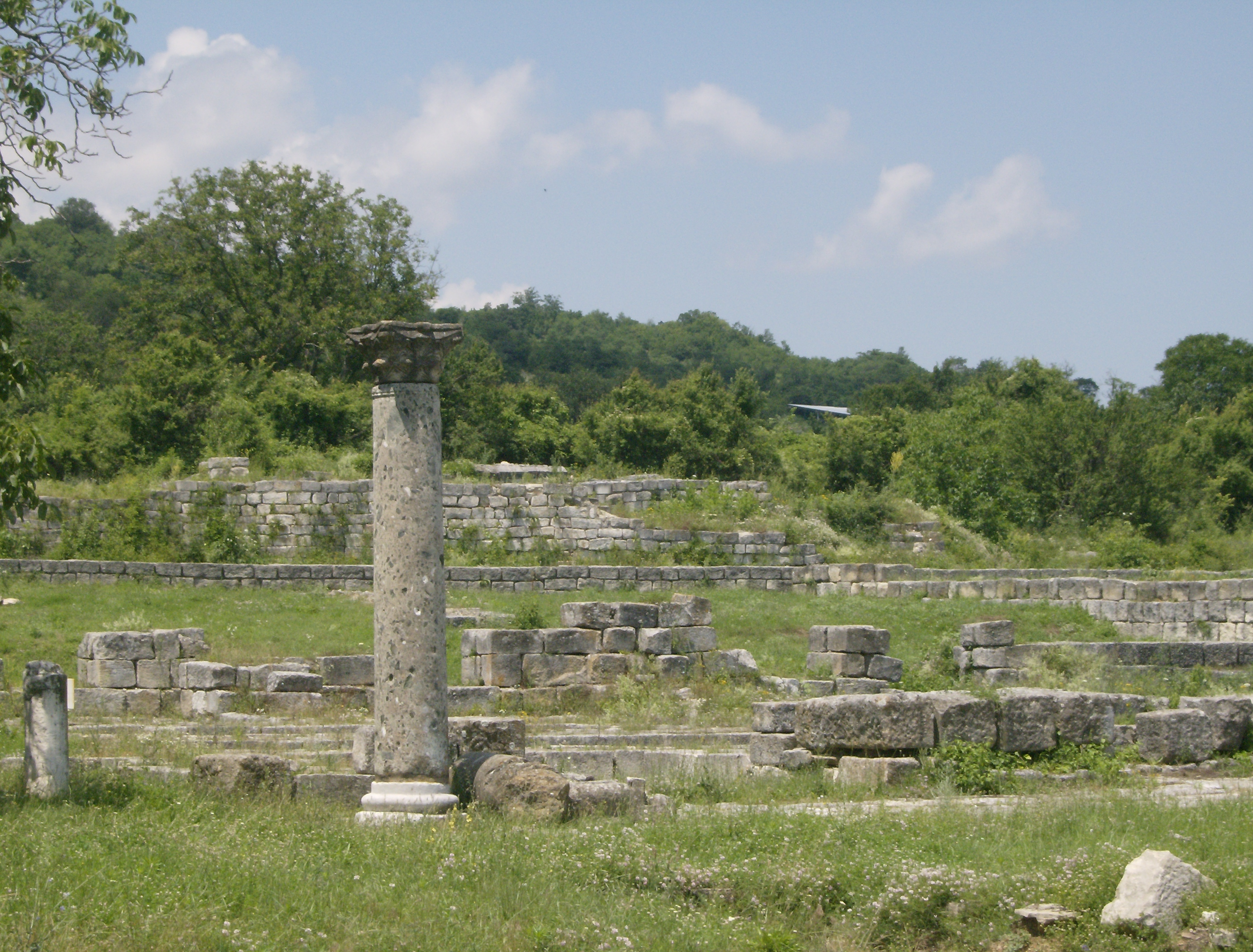
Una columna que queda del Salón del Trono en Preslav

La Escuela literaria de Preslav fue la primera escuela literaria de la Bulgaria medieval. Fue fundada por el zar Boris I en 885 o 886, en la entonces capital del Primer Imperio Búlgaro, la ciudad de Pliska. En 893, Simeón I trasladó la capital del imperio y, con ella, la sede de la escuela literaria, a Preslav. 
La Escuela literaria de Preslav fue el más importante centro cultural de Bulgaria hasta la conquista y destrucción de Preslav por el emperador bizantino Juan I Tzimisces, en 972. Numerosos autores e intelectules búlgaros trabajaron en Preslav, entre ellos Naum de Preslav (hasta 893), Constantino de Preslav, Juan el Exarca y Chernorizets Hrabar. 
La escuela destaca tanto por sus traducciones, principalmente de autores bizantinos, como por la poesía, los cuadros y la cerámica pintada. Tuvo un papel decisivo en la creación del alfabeto cirílico, y las más antiguas inscripciones en este sistema de escritura se han hallado en el área de Preslav. 
Los scriptoria de la Escuela de Preslav se difundieron por gran parte del nordeste del actual estado de Bulgaria. Centros importantes fueron los monasterios de Pliska, Patleina, Khan Krum, Chernoglavtsi (en la actual Provincia de Shumen), Monasterio de Ravna, Monasterio de Varna (en la actual Provincia de Varna), y Murfatlar en Dobruja (hoy en Rumanía)